# ونسکا
ونسکا (به ایتالیایی: Venasca) یک کومونه در ایتالیا است که در استان کونیو واقع شده‌است.

## خصوصیات
ونسکا ۲۰٫۴ کیلومترمربع مساحت و ۱٬۵۶۳ نفر جمعیت دارد و ۵۵۰ متر بالاتر از سطح دریا واقع شده‌است.